# Equitazione ai Giochi della XXI Olimpiade
Le competizioni di equitazione dei Giochi della XXI Olimpiade si sono svolte nei giorni dal 23 luglio al 1° agosto all'Olympic Equestrian Centre di Bromont ad eccezione del concorso completo a squadre che, a causa di forti piogge, venne spostato all'interno dello Stadio Olimpico di Montréal.
Il programma prevedeva le classiche sei prove.

## Podi
| Evento                                   | Oro                                                                      | Perform. | Argento                                                                               | Perform.     | Bronzo                                                                      | Perform.     |
| Dressage individuale (dettagli)          | Christine Stückelberger                                                  | 1486     | Harry Boldt                                                                           | 1435         | Reiner Klimke                                                               | 1395         |
| Dressage a squadre (dettagli)            | Germania Ovest Elena Petuškova Harry Boldt Reiner Klimke Gabriela Grillo | 5155     | Svizzera Christine Stückelberger Ulrich Lehmann Doris Ramseier                        | 4684         | Stati Uniti Hilda Gurney Dorothy Morkis Edith Master                        | 4647         |
| Concorso completo individuale (dettagli) | Edmund Coffin                                                            | 114,99   | Michael Plumb                                                                         | 125,85       | Karl Schultz                                                                | 129,45       |
| Concorso completo a squadre (dettagli)   | Stati Uniti Edmund Coffin Michael Plumb Bruce Davidson Mary Tauskey      | 441,00   | Germania Ovest Karl Schultz Herbert Blöcker Helmut Rethemeier Otto Ammermann          | 584,60       | Australia Wayne Roycroft Mervyn Bennett Bill Roycroft Dennis Pigott         | 599,54       |
| Salto ostacoli individuale (dettagli)    | Alwin Schockemöhle                                                       | 0,00     | Michel Vaillancourt                                                                   | 12,00 + 4,00 | François Mathy                                                              | 12,00 + 8,00 |
| Salto ostacoli a squadre (dettagli)      | Francia Hurbert Parot Jean Marcel Rozier Michel Roche Marc Roguet        | 40,00    | Germania Ovest Hans Günter Winkler Paul Schockemöhle Alwin Schockemöhle Sonke Sonksen | 44,00        | Belgio Eric Wauters François Mathy Edgar-Henri Cuepper Stanny Van Paesschen | 63,00        |

## Medagliere
| Pos.   | Paese          | Oro | Argento | Bronzo | Totale |
| ------ | -------------- | --- | ------- | ------ | ------ |
| 1      | Germania Ovest | 2   | 3       | 2      | 7      |
| 2      | Stati Uniti    | 2   | 1       | 1      | 4      |
| 3      | Svizzera       | 1   | 1       | 0      | 2      |
| 4      | Francia        | 1   | 0       | 0      | 1      |
| 5      | Canada         | 0   | 1       | 0      | 1      |
| 6      | Belgio         | 0   | 0       | 2      | 2      |
| 7      | Australia      | 0   | 0       | 1      | 1      |
| Totale | Totale         | 6   | 6       | 6      | 18     |